# Rugles
Rugles ist eine französische Gemeinde mit 2.199 Einwohnern (Stand: 1. Januar 2022) im Département Eure in der Region Normandie. Sie gehört zum Arrondissement Bernay und zum Kanton Breteuil. Die Einwohner werden Ruglois genannt.

## Geografie
Rugles liegt in der Landschaft Pays d’Ouche am Fluss Risle, etwa 40 Kilometer südwestlich von Évreux. Umgeben wird Rugles von den Nachbargemeinden Saint-Antonin-de-Sommaire im Norden und Westen, Ambenay im Norden und Nordosten, Bois-Arnault im Osten, Chéronvilliers im Südosten sowie Saint-Martin-d’Écublei im Süden und Südwesten.
Durch die Gemeinde führt die frühere Route nationale 830.
| Jahr      | 1793  | 1800  | 1851  | 1901  | 1936  | 1962  | 1968  | 1975  | 1982  | 1990  | 1999  | 2006  | 2012  |
| --------- | ----- | ----- | ----- | ----- | ----- | ----- | ----- | ----- | ----- | ----- | ----- | ----- | ----- |
| Einwohner | 1.150 | 1.546 | 1.853 | 1.814 | 1.846 | 2.609 | 2.688 | 2.644 | 2.539 | 2.416 | 2.549 | 2.427 | 2.350 |

## Sehenswürdigkeiten
- Kirche Saint-Germain aus dem 14. und 16. Jahrhundert, seit 1846 Monument historique
- alte Kirche Notre-Dame-Outre-L’Eau, seit 1921 Monument historique
- Kapelle Saint-Denis-d’Herponcey, seit 1990 Monument historique
- Das kleine Schloss
- Dolmen von Rugles

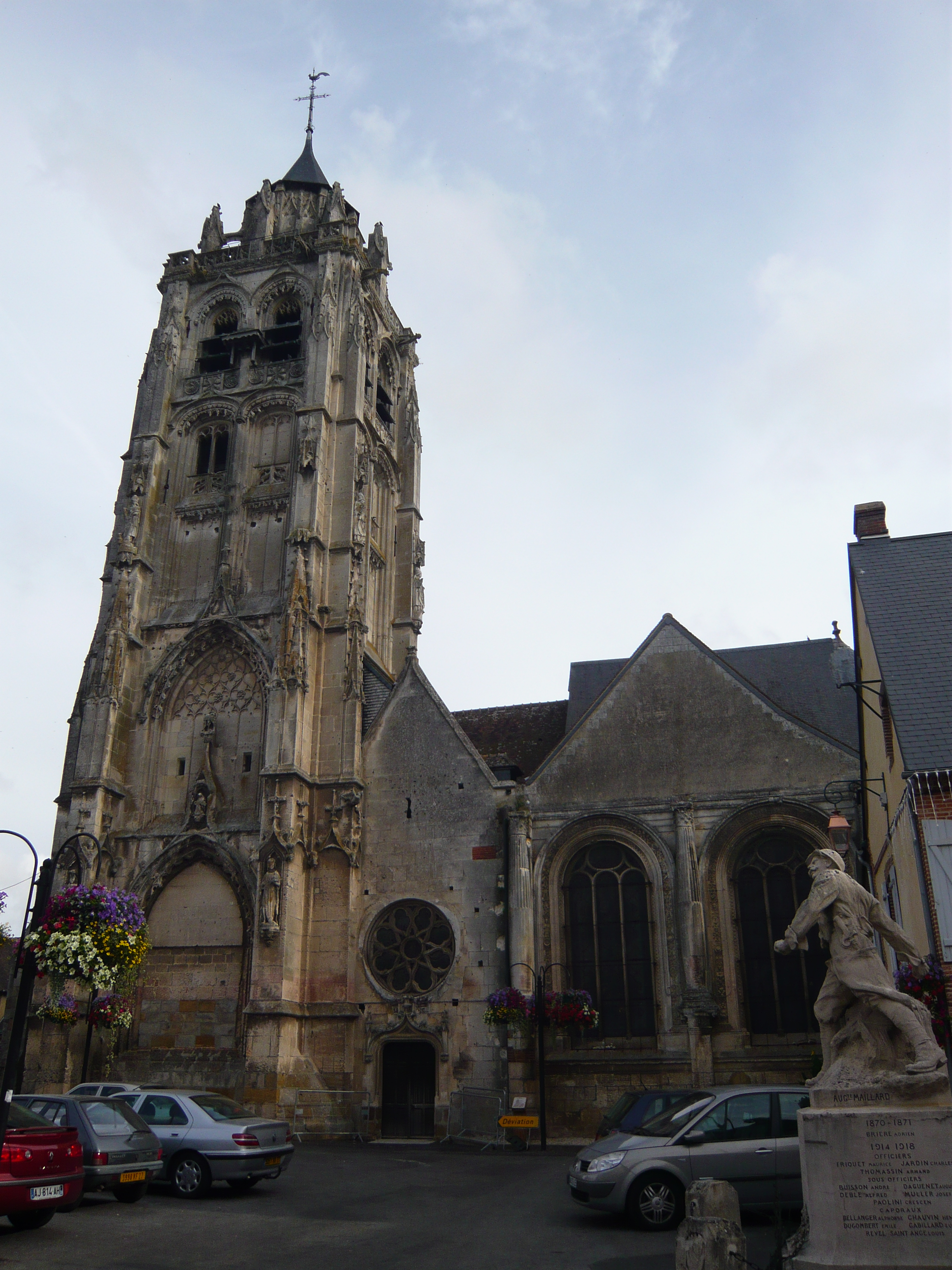
Kirche Saint-Germain
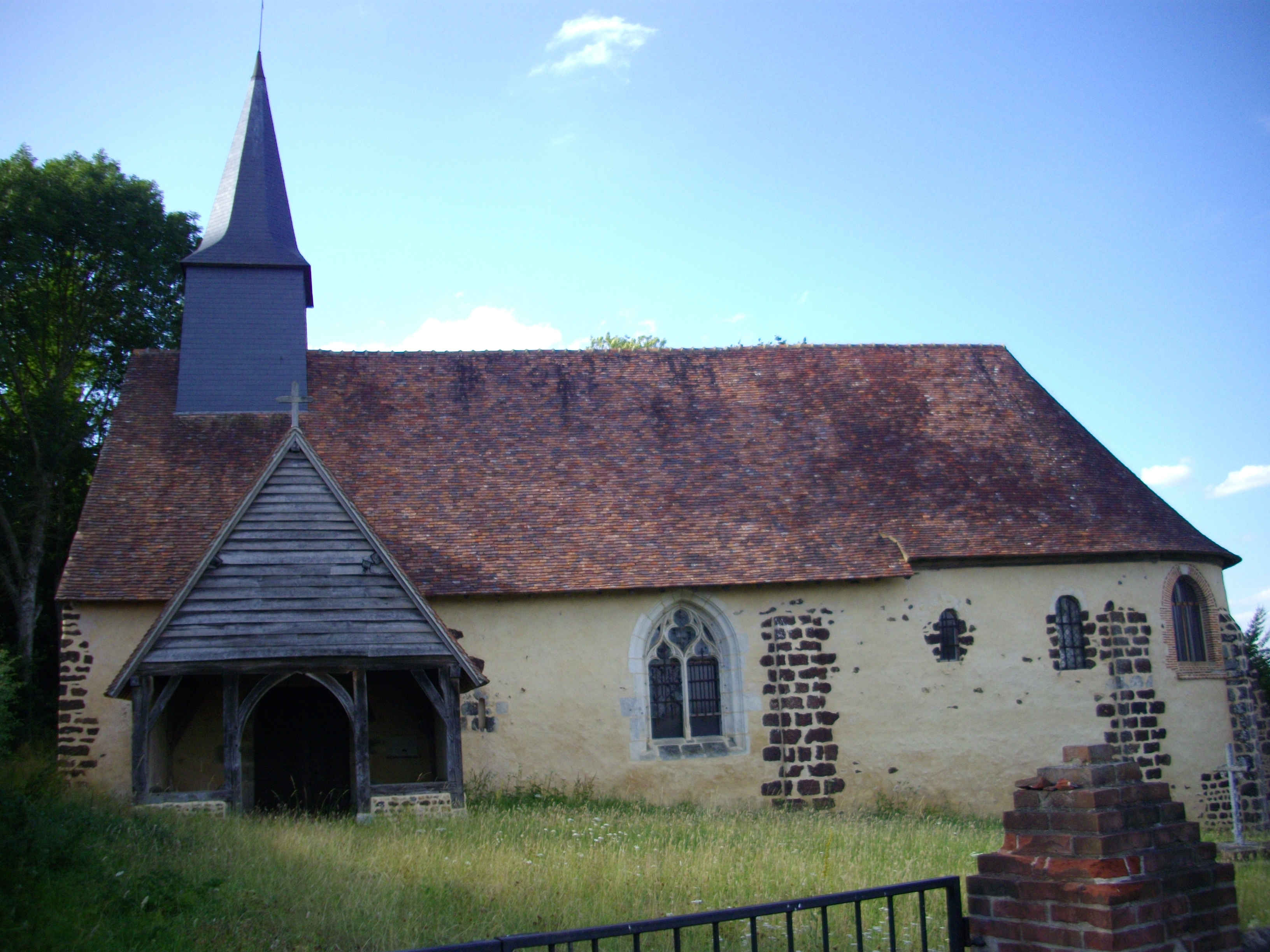
Kapelle Saint-Denis-d’Herponcey
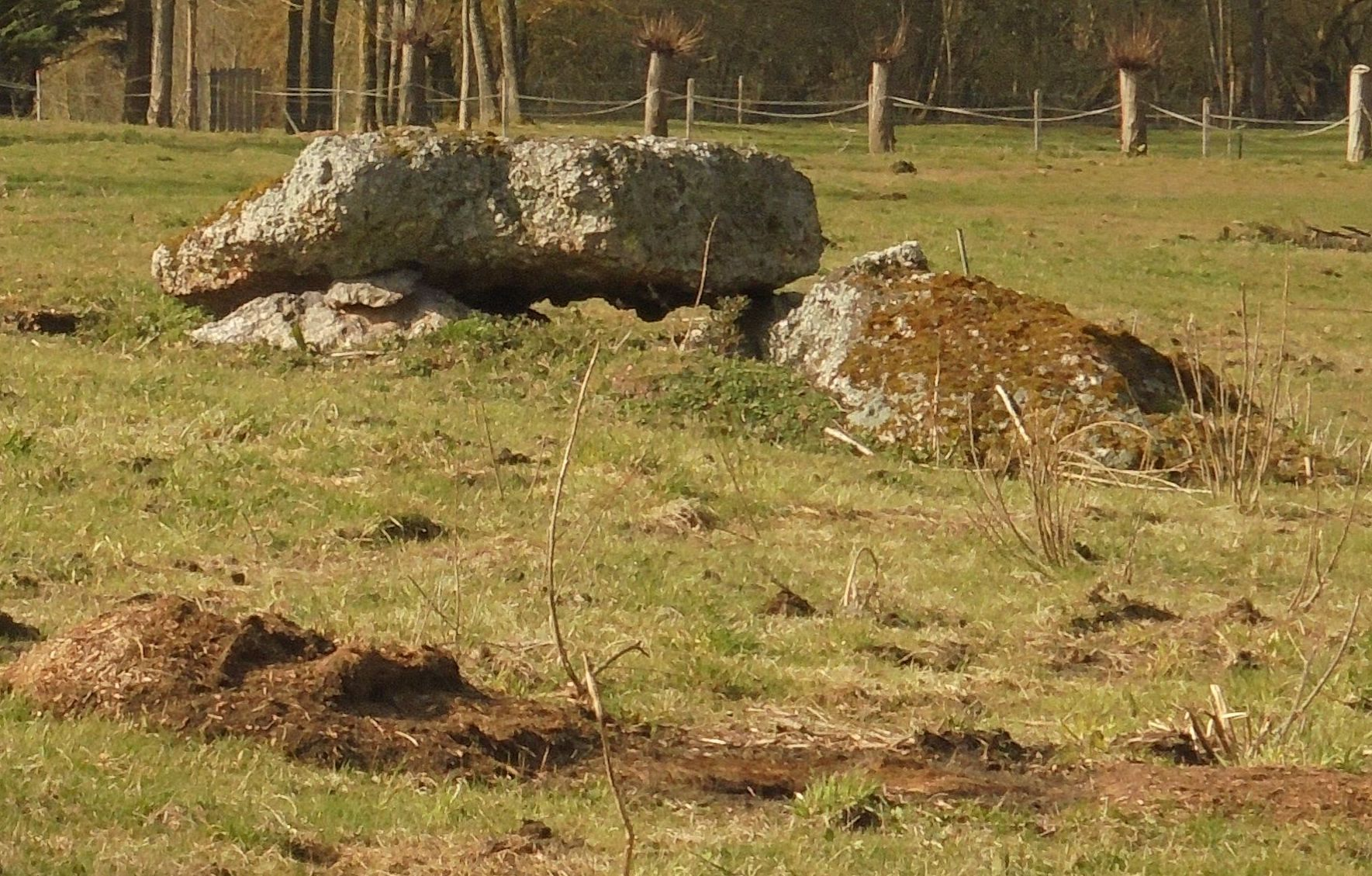
Dolmen von Rugles

## Persönlichkeiten
- Louis de Coutes (auch Minguet oder Louis de Contes; 1414–um 1483), Page von Johanna von Orléans, Herr über Rugles und Nouvion
- Robert Duval (1490–1567), Alchemist
- Henry Bérenger (1867–1952), Politiker